# Parlement du Royaume-Uni
Ne doit pas être confondu avec Parlement de Grande-Bretagne ou Parlement d'Angleterre.
59e législature du Royaume-Uni
Parlement de Grande-Bretagne et d'Irlande
Palais de Westminster
Le Parlement du Royaume-Uni de Grande-Bretagne et d'Irlande du Nord (en anglais : Parliament of the United Kingdom of Great Britain and Northern Ireland) est l'institution législative suprême du Royaume-Uni, des territoires britanniques d'outre-mer et des dépendances de la Couronne. Lui seul dispose de la suprématie parlementaire, c'est-à-dire du pouvoir de légiférer sur tous les autres organes politiques du Royaume-Uni et de ses territoires.
Le Parlement comprend deux chambres : la Chambre des lords et la Chambre des communes. À sa tête se trouve le monarque britannique. La Chambre des lords est la chambre haute et comprend des membres non élus : les Lords Spiritual (plus importants évêques de l'Église d'Angleterre) et des Lords Temporal (titulaires d'une pairie). La Chambre des communes est la chambre basse composée de députés (Members of Parliament ou MPs) élus au suffrage universel direct au maximum tous les cinq ans.
Le Parlement siège au palais de Westminster à Londres. Par convention constitutionnelle, le Premier ministre du Royaume-Uni et les membres du gouvernement sont tous membres du Parlement, généralement de la Chambre des communes.
Le Parlement de Grande-Bretagne est créé en 1707 par la fusion du Parlement d'Angleterre et celui d'Écosse. Il est à nouveau élargi en 1801 par la fusion avec le Parlement d'Irlande et devint alors le Parlement du Royaume-Uni de Grande-Bretagne et d'Irlande. En 1927, à la suite de l'indépendance de l'Irlande, le Parlement est renommé Parlement du Royaume-Uni de Grande-Bretagne et d'Irlande du Nord.
Grâce à l'expansion de l'Empire britannique, le parlement britannique, à travers le système de Westminster, a influencé de nombreux systèmes parlementaires dans le monde et est donc appelé « La mère des parlements ».

## Historique

### Parlement du Royaume-Uni de Grande-Bretagne et d'Irlande
Le Parlement du Royaume-Uni de Grande-Bretagne et d'Irlande est créé par l'Acte d'Union de 1801. À l'époque, la Chambre des lords a prééminence sur la Chambre des Communes en théorie comme en pratique. La Chambre des Communes est élue selon un système électoral désuet dans lequel des circonscriptions de tailles très différentes existent. Par exemple, le borough de Old Suram, avec sept électeurs, peut élire deux députés tout comme celui de Dunwich, bien qu'il ait disparu sous la mer en raison de l'érosion. Dans d'autres cas, de petites circonscriptions sont contrôlées par des membres de la Chambre des lords qui peuvent y assurer l'élection de leurs proches. On parle de ces circonscriptions comme des « rotten boroughs » (bourgs pourris).
Le Reform Act de 1832 régularise le système électoral de la Chambre des Communes. Moins dépendants des Lords pour se faire élire, les députés des Communes commencent à faire valoir leurs prérogatives. Mais il faut attendre le début du XXe siècle pour que la Chambre des Communes prenne la primauté sur celle des Lords.
En 1909, la Chambre des Communes adopte le People's Budget qui réforme le système fiscal au détriment des riches propriétaires terriens. La Chambre des lords, dominée par les propriétaires, rejette le budget. C'est sur la popularité de ce budget que le Parti libéral remporte les élections générales britanniques de janvier et de décembre 1910. Le Premier ministre Herbert Henry Asquith dépose alors un projet de loi limitant les pouvoirs de la Chambre des lords. Après le rejet du projet par les Lords, le Premier ministre dévoile une promesse faite en secret par le roi avant la seconde élection de 1910 de nommer plusieurs centaines de pairs libéraux pour contrer la majorité conservatrice de la Chambre des lords. Face à la menace, la Chambre finit par adopter la loi, le Parliament Act de 1911. Cette loi interdit à la Chambre des lords de bloquer un projet de loi de finances ou de retarder l'adoption d'un projet de loi pour plus de trois sessions du Parlement (ramené à deux sessions en 1949). La Chambre des lords garde cependant le pouvoir de refuser indéfiniment un projet de loi rallongeant le mandat du Parlement.

### Parlement du Royaume-Uni de Grande-Bretagne et d'Irlande du Nord
Le Government of Ireland Act de 1920 crée les parlements d'Irlande du Nord et d'Irlande du Sud et réduit leurs représentations à Westminster (la représentation de l'Irlande du Nord est rétablie en 1973 à l'abolition du parlement local). L'État libre d'Irlande est créé en 1922 et en 1927 le Parlement est renommé Parliament of the United Kingdom of Great Britain and Northern Ireland.
En 1958, le Life Peerages Act autorise la création de pairs à vie. À partir des années 1960, la création de pairs héréditaires cesse et la quasi-totalité des nouveaux pairs sont seulement nommés à vie.
Le House of Lords Act de 1999 supprime le droit automatique à l’hérédité de la pairie, seuls 92 pairs héréditaires continuent de siéger, élus par l'ensemble des anciens pairs héréditaires (ils sont remplacés à leur mort par une nouvelle élection). De plus, le Constitutional Reform Act de 2005 abolit les fonctions judiciaires de la Chambre des lords en créant une Cour suprême du Royaume-Uni.

## Composition et pouvoir
Le pouvoir législatif du Royaume-Uni appartient à la Couronne et s'exerce à travers le Parlement (the Crown-in-Parliament) qui comprend trois éléments distincts : le monarque, la Chambre des lords et la Chambre des communes. Nul ne peut être membre des deux chambres et les membres de la Chambre des lords ne peuvent pas voter lors des élections à la Chambre des communes.
En matière de législation, le monarque donne la sanction royale aux projets de loi afin que ceux-ci entrent en vigueur. Il exerce également un pouvoir réglementaire par des Ordres en Conseil (order in council) qui ne dépendent pas du Parlement. Le monarque conserve également le pouvoir de dissoudre le Parlement, signer les traités, déclarer la guerre, attribuer les décorations et nommer les fonctionnaires. Toutefois, en pratique, ces compétences sont toujours exercées sur le conseil du Premier ministre ou des autres ministres du gouvernement. Ces derniers sont nommés par le monarque parmi les membres du Parlement. Par convention constitutionnelle, est nommé le chef du parti capable de recevoir la confiance de la Chambre des communes devant laquelle le gouvernement est responsable.
La chambre haute porte le titre officiel de « Très honorables Lords Spirituels et Temporels assemblés en Parlement » (The Right Honourable The Lords Spiritual and Temporal in Parliament Assembled) ou Chambre des lords. Les Lords Spirituels et les Lords Temporels sont deux ordres différents (clergé et noblesse) mais siègent, débattent et votent ensemble. Depuis les Parliament Acts de 1911 et 1949, les pouvoirs de la Chambre des lords ont été considérablement réduits par rapport à la Chambre des communes. Si les Lords débattent et votent de tous les projets de loi sauf les projets budgétaires, ils ne peuvent par un vote négatif que repousser une législation de deux sessions parlementaires sur un an. Après cette période, la Chambre des communes a la possibilité de forcer l'adoption de la loi sans le consentement de la Chambre des lords. La plus haute juridiction d'Angleterre et du pays de Galles était auparavant un comité de la Chambre des lords formé par les Law Lords (Lords juridiques), mais il a été remplacé par la Cour suprême du Royaume-Uni en 2009.
Les communes, l'équivalent du tiers état du Royaume, sont représentées par la Chambre des communes dont le titre officiel « Honorables Communes assemblées en Parlement » (The Honourable The Commons in Parliament Assembled). La Chambre des communes comprend 650 députés (Members of Parliament ou MPs), élus chacun dans une circonscription selon le scrutin uninominal majoritaire à un tour. Le suffrage est universel et direct pour les citoyens du Royaume-Uni et ceux de la république d'Irlande et du Commonwealth résident au Royaume-Uni. Le mandat de la Chambre des communes est de cinq ans, mais peut être raccourci par une dissolution.
Toute loi doit être approuvée par la Chambre des communes afin d'être adoptée. Les communes contrôlent également les impôts et le budget du gouvernement. Les membres du gouvernement, notamment le Premier ministre, doivent répondre périodiquement aux questions des membres de la Chambre et de ses comités.

## Mandat
À l'origine, le Parlement n'avait pas de durée fixe et le monarque y mettait fin en prononçant sa dissolution. En 1694 sa durée maximale a été fixée à trois ans, puis à 7 ans en 1715, ramenée à 5 ans en 1911. Pendant la Seconde Guerre mondiale, le mandat a été temporairement prolongé à dix ans. Depuis la fin de la guerre, le maximum est resté à cinq ans. Les Parlements modernes vont rarement jusqu'à la durée maximale : soit la Chambres des Communes peut décider par une majorité des deux tiers des élections générales anticipées ; soit la dissolution est actée par le souverain à la demande du Premier ministre.
Les députés sont élus au scrutin uninominal à un tour, c'est-à-dire que l'électeur doit voter pour un seul parmi plusieurs candidats. Chaque circonscription est représentée par un député. Les membres de la Chambre des lords, quant à eux, ne sont pas élus mais nommés à vie par le monarque sur proposition du Premier ministre. D'autre sont des lords héréditaires ou des lords spirituals. Ces derniers jouent un rôle essentiellement religieux.

## Fonctions législatives
La création d'une législation est le rôle principal des chambres du Parlement. Au cours des dernières décennies, certaines fonctions législatives ont été dévolues aux parlements de l'Écosse et du Pays de Galles et de l'Assemblée d'Irlande du Nord. Néanmoins, le Parlement conserve sa suprématie et peut annuler toute loi adoptée par l'une de ces législatures infranationales.
Chaque Chambre du Parlement joue un rôle légèrement différent dans l'élaboration d'une législation. La Chambre des lords examine les projets de loi de manière beaucoup plus détaillée, mais manque généralement d'un mandat démocratique pour bloquer les décisions de la Chambre des communes où les deux chambres ne peuvent pas arriver à un compromis.

## Fonctions judiciaires
Historiquement, certaines fonctions judiciaires ont été exercées par la Chambre des lords. Jusqu'en 1948, c'était en son sein que les pairs devaient être jugés pour crimes ou haute trahison ; maintenant, ils sont passibles des jurys ordinaires. Lorsque la Chambre des communes mettait en accusation un individu, le procès avait lieu à la Chambre des Lords. La dernière mises en accusation a eu lieu en 1806. En 2006, un certain nombre de députés ont tenté de réactiver la coutume en signant une motion pour la mise en accusation de Tony Blair, mais cela n'a pas abouti.
La réforme constitutionnelle de 2005 qui a transféré les fonctions judiciaires de la Chambre des Lords à la Cour suprême du Royaume-Uni. À la suite de la création de la Cour suprême du Royaume-Uni, la pratique consistant à nommer des Lord of Appeal in Ordinary a été abandonnée.

## Relation avec le gouvernement
Le Royaume-Uni étant une démocratie parlementaire, le Parlement est la partie essentielle de la gouvernance du pays, en particulier la Chambre des communes. Une élection générale a lieu au Royaume-Uni au moins une fois tous les cinq ans (bien que le Parlement puisse changer cette période en promulguant une nouvelle loi du Parlement). Après chaque élection, le roi invitera le chef du parti qui a pu obtenir la majorité des sièges à la Chambre des communes pour former un gouvernement et devenir le Premier ministre. La conséquence en est que, bien que ce ne soit pas une obligation légale, le Premier ministre est toujours membre en exercice de la Chambre des communes.
Par conséquent, la Chambre des communes entretient des relations très étroites avec le gouvernement. L'exécutif compte sur le Parlement pour adopter son programme de gouvernement, et Le Parlement est normalement contrôlé par le gouvernement lui-même (bien que les gouvernements soient souvent confrontés à des rébellions de députés qui ne sont pas d'accord avec des politiques spécifiques).
Un aspect assez unique du système de Westminster est que les ministres sont soumis à l'heure régulière des questions au Parlement. Pendant l'heure ministérielle des questions, dont la plus connue est les questions des premiers ministres, organisées tous les mercredis, les ministres doivent répondre aux questions des autres membres des Communes.
Rarement, un Premier ministre peut souhaiter nommer un membre non élu à un poste politique. Pour y parvenir, ils peuvent nommer une personne à la Chambre des lords. Un exemple récent de cela est celui où l'ancien Premier ministre, David Cameron, a été nommé secrétaire d’État des Affaires étrangères et du Commonwealth sous l'administration de Rishi Sunak. Dans ce cas, un ministre d'État (un ministre qui ne participe pas normalement aux réunions du cabinet) prendra la place du secrétaire d'État à l'heure des questions ministérielles.

## Souveraineté
Bien que le Royaume-Uni soit une démocratie, le peuple n'y est pas souverain. En effet, la souveraineté britannique est détenue conjointement par le monarque et le Parlement. Cette co-détention de la souveraineté donne de grands pouvoirs au Parlement, et, jusqu'à 2009, il n'y avait pas de cour constitutionnelle au Royaume-Uni (depuis cette date, la Cour suprême, composée de 12 juges, a notamment, pour mission de donner un avis sur la constitutionnalité des lois votées par le Parlement), car toute loi faite par le Parlement et approuvée par le monarque avait autorité suprême et inviolable.
Les pouvoirs du Parlement d'adopter des lois sont illimités, car le Royaume-Uni n'a pas de constitution écrite. Cependant, le Parlement ne peut pas créer une loi qu'il ne pourrait pas annuler. Toute loi adoptée par le Parlement devient un fait juridique. Par exemple, en 2024, le Parlement a adopté la loi sur la sécurité du Rwanda (Immigration and Asylum), qui a déclaré que le Rwanda devait être considéré comme un pays sûr pour envoyer des demandeurs d'asile. Le but de cette loi était de surmonter les obstacles juridiques auxquels le gouvernement avait dû faire face dans la mise en œuvre de sa politique visant à envoyer des demandeurs d'asile au Rwanda pendant le traitement de leurs affaires.

## Privilèges
Chacune des Chambres du Parlement possède de nombreux privilèges. La Chambre des lords se fonde sur le droit inhérent à la condition de ses membres. Quant à la Chambre des communes, son président se rend à la Chambre des lords, au début de chaque nouvelle législature, et demande au Souverain de confirmer les "droits et privilèges" de la Chambre basse. La cérémonie, observée scrupuleusement par la Chambre des communes, date du règne d'Henri VIII. Chaque Chambre est en somme garante de ses propres privilèges.